# Hexamitodera
Hexamitodera is een kevergeslacht uit de familie van de boktorren (Cerambycidae). De wetenschappelijke naam van het geslacht werd voor het eerst geldig gepubliceerd in 1896 door Heller.

## Soorten
Hexamitodera omvat de volgende soorten:
- Hexamitodera blairi (Bentanachs & Vives, 2009)
- Hexamitodera semivelutina Heller, 1896